# Пилес (посёлок)
Пилес — опустевший поселок в Ленском районе Архангельской области. Входит в состав Урдомского городского поселения.

## География
Находится в юго-восточной части Архангельской области на расстоянии приблизительно 38 км на восток-северо-восток по прямой от административного центра поселения поселка Урдома недалеко от железнодорожной линии Котлас-Воркута.

## История
В 1947 году здесь был организован Пилесский лесопункт, до 1956 года работавший на базе Шиесской узколейной железной дороги. В поселке было отмечено 162 хозяйства (1974 год). Закрыт в 1978 году.

## Население
Численность населения: 556 человек (1974 год), 0 как в 2002 году, так и в 2010.